# 2007年の映画/5月
- 1日
  - スパイダーマン3（ アメリカ合衆国）
- 5日
  - The焼肉ムービー プルコギ（ 日本）
  - メイド 冥土（ 日本）
- 12日
  - 赤い文化住宅の初子（ 日本）
  - アメリカンパスタイム 俺たちの星条旗（ アメリカ合衆国）
  - 俺は、君のためにこそ死ににいく（ 日本）
  - 歌謡曲だよ、人生は（ 日本）
  - 公安警察捜査官（ 日本）
  - 五重塔（ 日本）
  - スモーキン・エース/暗殺者がいっぱい（ アメリカ合衆国）
  - 0からの風（ 日本）
  - ドリーム・クルーズ（ 日本）
  - 初雪の恋 ヴァージン・スノー（ 日本・ 韓国）
  - 眉山-びざん-（ 日本）
  - LOVEDEATH-ラブデス-（ 日本）
- 19日
  - アパートメント（ 韓国）
  - 巨乳をビジネスにした男（ 日本）
  - 寂しい時は抱きしめて（ カナダ）
  - JUST FOR KICKS ジャスト・フォー・キックス（ フランス・ アメリカ合衆国/ドキュメンタリー）
  - 14歳 ( 日本)
  - 主人公は僕だった（ アメリカ合衆国）
  - 新SOS大東京探検隊（ 日本/アニメ）
  - パッチギ! LOVE&PEACE（ 日本）
  - リーピング（ アメリカ合衆国）
- 25日
  - パイレーツ・オブ・カリビアン/ワールド・エンド（ アメリカ合衆国）
- 26日
  - インビジブル・ウェーブ（ タイ・ オランダ・ 香港・ 韓国）
  - 毛皮のエロス ダイアン・アーバス 幻想のポートレイト（ アメリカ合衆国）
  - GOAL!2（ イギリス）
  - コマンダンテ（ アメリカ合衆国）
  - しゃべれどもしゃべれども（ 日本）
  - 16［jyu-roku］（ 日本）
  - Zero WOMAN R 警視庁0課の女欲望の代償（ 日本）
  - 低開発の記憶-メモリアス-（ キューバ）
  - 日が暮れても彼女と歩いてた（ 日本）
  - ひめゆり（ 日本/ドキュメンタリー）
  - Blue Labyrinth ブルーラビリンス（ 日本）
  - ボラット 栄光ナル国家カザフスタンのためのアメリカ文化学習（ アメリカ合衆国）